# Hedskvätta
Hedskvätta (Pinarochroa sordida) är en afrikansk bergslevande fågel, som idag placeras som ensam art i släktet Pinarochroa, inom familjen flugsnappare och ordningen tättingar.

## Utseende och läte
Hedskvättan är en liten, knubbig fågel med rätt långa ben och kort stjärt. Fjäderdräkten är övervägande gråbrun, med ett svartvit T-mönster på stjärten som syns väl i flykten. Stenskvättor har en liknande stjärttäckning, men hedskvättan är mindre och mer kortstjärtad. Bland lätena hörs dämpade tjirpande, tickande och gnissliga ljud.

## Utbredning och systematik
Hedskvätta förekommer på hedar på hög höjd i bergstrakter i Östafrika. Arten beskrevs vetenskapligt 1837 av Eduard Rüppell. Den delas in i fyra distinkta underarter med följande utbredning:
- P. s. sordida – Etiopien
- P. s. ernesti – östligaste Uganda samt västra och centrala Kenya
- P. s. olimotiensis – naturskyddsområdet Ngorongoro i norra Tanzania
- P. s. hypospodia – norra Tanzania, på Kilimanjaro

### Släktestillhörighet
Tidigare placerades arten i släktet Cercomela, men DNA-studier visar att arterna inte är varandras närmaste släktingar. Därför delas Cercomela numera ofta upp och arterna förs till släktena Emarginata samt införlivas bland stenskvättorna i Oenanthe, medan hedskvättan placeras i det egna släktet Pinarochroa.

### Familjetillhörighet
Hedskvättan ansågs länge, liksom bland andra buskskvättor, stentrastar, rödstjärtar, vara en liten trast. DNA-studier visar dock att de är marklevande flugsnappare (Muscicapidae) och förs därför numera till den familjen.

## Levnadssätt
Hedskvättan hittas på hög höjd i bergsbelägna gräsmarker samt på hedar och klippiga sluttningar. Den ses ofta sitta synligt på låga utkiksplatser. Den födosöker hoppande på marken.

## Status och hot
Arten har ett stort utbredningsområde, en stor population med stabil utveckling och tros inte vara utsatt för något substantiellt hot. Utifrån dessa kriterier kategoriserar internationella naturvårdsunionen IUCN arten som livskraftig (LC).